# Rheta Childe Dorr
Rheta Childe Dorr, nata Rheta Louise Child, (Omaha, Nebraska Tornado, 2 novembre 1866 – Contea di Bucks, 8 agosto 1948), è stata una scrittrice, giornalista, attivista politica statunitense, redattrice di giornali suffragisti, scrittrice e attivista politica. Era molto nota come una delle principali giornaliste investigative dell'era progressista e come la prima direttrice dell'importante quotidiano The Suffragist.

## Biografia

### Primi anni
Rheta Louise Child nacque il 2 novembre 1866 a Omaha, nel Nebraska. Era la seconda figlia di una famiglia di quattro figlie e due figli nati da Lucie Mitchell e Edward Payson Child, un farmacista nato a New York.
Una notte, quando aveva solo 12 anni, Child e sua sorella sgattaiolarono fuori dalla casa di famiglia contro il volere del padre per ascoltare Susan B. Anthony ed Elizabeth Cady Stanton parlare del suffragio femminile. L'esperienza si rivelò rivelatrice e la Dorr, già in questa tenera età, si impegnò nell'idea del voto come diritto fondamentale.
Studiò per due anni all'Università del Nebraska, prima di spostarsi nel 1890 a New York, dove lavorò come giornalista. Mentre era a New York incontrò John Pixley Dorr, un uomo d'affari conservatore di Seattle. La coppia si sposò nel 1892 e si trasferì a Seattle per mettere su famiglia.
Anche dopo il suo matrimonio, Rheta Dorr continuò a lavorare come giornalista, intervistando cercatori d'oro di ritorno dall'Alaska, scrivendo articoli per i giornali di New York come freelance. Il conflitto con il marito tradizionalista crebbe e nel 1898 la coppia si separò, con Rheta che tornò nell'Est con il figlio di due anni, dove fu costretta a farsi strada finanziariamente come madre single.

### Gli anni al New York Evening Post
Nel 1902 ia Dorr andò a lavorare al New York Evening Post, dove scrisse servizi investigativi e materiale sui problemi delle donne. Svolse indagini speciali come operaia in fabbriche, mulini e grandi magazzini, per studiare le condizioni di lavoro di donne e bambini.

La Dorr era indignata dalla disparità di trattamento riservata alle donne sul posto di lavoro. Nel 1927 ricordò all'Evening Post dei suoi tempi:
Alla fine fu nominata Editor delle donne del giornale, ma presto si rese conto di essersi scontrata con il soffitto di vetro del giornale; quando chiese al suo caporedattore quale fosse il suo futuro con il giornale, le fu detto che non ne aveva nessuno al di fuori della sua posizione attuale, apparentemente a causa delle sue opinioni politiche radicali che erano al di fuori di quelle tradizionalmente sostenute dal giornale.

### Attivismo politico

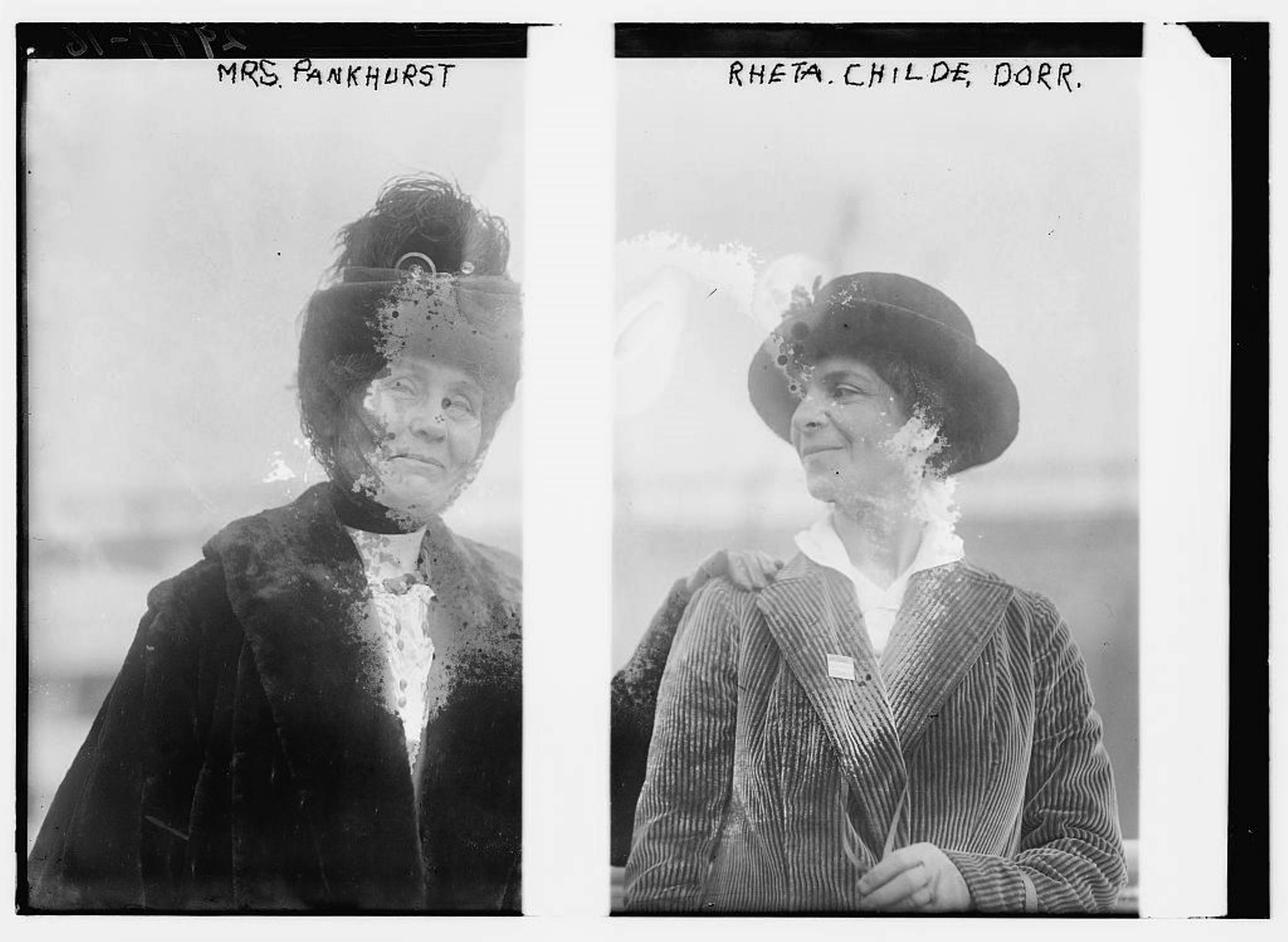
Dorr and Emmeline Pankhurst (between 1910 and 1915)

I suoi datori di lavori furono: il New York Evening Post, la Rivista Broadway di Hampton, il New York Evening Mail.
Dorr lasciò l'Evening Post nell'estate del 1906 e viaggiò in Europa, dove si interessò ancora di più al crescente movimento internazionale per concedere il diritto di voto alle donne. Continuò questa attività al suo ritorno in America. Scrisse servizi investigativi e vignette grintose sulla triste situazione affrontata dalle donne lavoratrici urbane per il periodico di riforma di breve durata, l'Hampton's Broadway Magazine. Gran parte di questo giornalismo fu raccolto in copertine rigide nel 1910 come What Eight Million Women Want (Quello Vuole un Milione di Donne), un libro considerato importante ai suoi tempi.
È stata per breve tempo membro del Partito Socialista d'America e ha vissuto nel Lower East Side di New York City, dove entrò in contatto con la popolazione immigrata della città e divenne profondamente consapevole della difficile situazione economica della classe operaia. La sua attività politica comprendeva picchettaggi per i lavoratori in sciopero nell'industria dell'abbigliamento e la collaborazione con la Women's Trade Union League per conto della legislazione sociale come il salario minimo, la giornata di 8 ore e il diritto di voto delle donne. Gli sforzi politici della Dorr sono stati fondamentali per costruire la coalizione di riformatori sociali che costrinse la prima grande indagine dell'Ufficio del lavoro degli Stati Uniti sulle condizioni affrontate dalle lavoratrici.
Nel 1914 la Dorr divenne il primo editore di The Suffragist, organo ufficiale della Congressional Union for Woman Suffrage, il precursore organizzativo del National Woman's Party.

### Corrispondente dall'Europa
La Dorr abbandonò il Partito socialista per la sua opposizione all'ingresso americano nella prima guerra mondiale e per la sua convinzione che l'organizzazione favorisse la "tirannia" di una vittoria tedesca nel conflitto. Tuttavia per un certo periodo mantenne una fede nella causa del socialismo, abbandonando la sua fedeltà a quell'idea solo all'inizio degli anni '20, in seguito alle sue esperienze nella Russia rivoluzionaria e nella Cecoslovacchia.
Lavorò come corrispondente europea per il New York Evening Mail, con i suoi scritti associati a numerosi altri giornali. Oltre al giornalismo, scrisse due libri popolari sulla situazione europea, tra cui un resoconto del rovesciamento del regime dello Zar Nicola II di Russia intitolato Inside the Russian Revolution, pubblicato nel 1917, e The Soldier's Mother in France, pubblicato nel 1918.
Tornò a Washington, DC, dopo la fine della guerra e pianificò di fare un tour negli Stati Uniti per condurre ricerche per una serie di articoli di riviste. Questo piano fu interrotto, tuttavia, quando nella tarda notte del 18 novembre 1919 fu investita da una motocicletta e fu ricoverata in ospedale con un braccio rotto e altre gravi ferite. L'incidente pose fine definitivamente al periodo attivo della sua, lasciando un impatto duraturo sulla sua memoria e sulla sua salute.
Dal 1920 Dorr divenne attiva nella politica del Partito Repubblicano, lavorando alla campagna presidenziale di Warren G. Harding e diventando membro del Women's National Republican Club. La sua politica personale divenne sempre più conservatrice nei suoi ultimi anni. Ha fatto diversi viaggi in Europa nel tentativo di riguadagnare la salute, da cui ha scritto diversi articoli per la stampa americana come corrispondente estera.
Nel 1922 Dorr ha assistito Anna Vyrubova con la stesura del suo libro di memorie, My Memories of the Russian Court. Successivamente Dorr scrisse il suo libro di memorie, A Woman of Fifty, pubblicato nel 1924. Dorr passò dalla sua autobiografia a una biografia di Susan B. Anthony, pubblicata nel 1928, e completò la sua attività editoriale nel 1929 con un tomo sulla questione del proibizionismo.

### Morte ed eredità
La Dorr ebbe un figlio, Julian Childe Dorr, che era un console degli Stati Uniti in Messico durante l'amministrazione presidenziale di Herbert Hoover. L'ex inviato morì a Città del Messico il 2 settembre 1936.
Rheta Childe Dorr morì in New Britain, borgo della Pennsylvania, l'8 agosto 1948. Aveva 81 anni al momento della sua morte.

## Scritti
- The Thlinkets of Southeastern Alaska. With Frances Knapp. Chicago: Stone and Kimball, 1896.
- Breaking Into the Human Race. New York: National American Woman Suffrage Association, [c. 1910].
- What Eight Million Women Want. Boston: Small, Maynard & Co., 1910.
- "The Women Did It in Colorado: How the Colorado Women Learned to Vote and the Reforms They Have Worked with their Ballots, Hampton's Magazine, 1911.
- Inside the Russian Revolution. New York: Macmillan, 1917.
- The Soldier's Mother in France. Indianapolis, Bobbs-Merrill Co., 1918.
- A Woman of Fifty. New York: Funk & Wagnalls, 1924.
- "A Convert from Socialism," North American Review, vol. 224, whole no. 837 (Nov. 1927), pp. 498–504. In JSTOR.
- "The Man Who Set Virginia One Hundred Years Ahead: An Interview with Governor Byrd," McClure's, vol. 60, no. 2 (Feb. 1928).
- Susan B. Anthony: The Woman Who Changed the Mind of a Nation. New York: Frederick A. Stokes Co., 1928.
- Drink: Coercion or Control? New York: Frederick A. Stokes Co., 1929.